# 弗雷納 (挪威)
弗雷納（挪威語：Fræna）是挪威默勒-鲁姆斯达尔郡已废置的市镇，存在於1840年至2020年間。2020年1月1日与邻近市镇埃德合并成新的许斯塔维卡市镇。
合并前该市镇面积为370平方公里，居民9,775人，人口密度为每平方公里27人。